# Memorial del Puente Niblinto
El Memorial del Puente Niblinto es un monumento ubicado en la localidad chilena de Niblinto, de la comuna de Coihueco, en la Región de Ñuble, y está dedicado a Fernando Carrasco Pereira y Bernardo Solís Núñez del Movimiento de Izquierda Revolucionaria (MIR) que fueron asesinados en la localidad, durante la dictadura militar chilena.

## Historia
El monumento fue creado por el Comité de Verdad y Justicia de Ñuble en recuerdo a Fernando Carrasco Pereira y Bernardo Solís Núñez, quienes el día 14 de septiembre de 1973 abordaron un bus con quince integrantes del Movimiento de Izquierda Revolucionaria, cual resultó emboscado por civiles y por agentes de Carabineros de Chile en el Puente Niblinto.
A dos días del Golpe de Estado en Chile de 1973, un grupo de integrantes del Movimiento de Izquierda Revolucionaria en Chillán planearon hacer una guerrilla en resistencia en contra de la Dictadura militar de Augusto Pinochet, en los faldeos de Minas del Prado. El día 13 de septiembre de 1973, cuatro sujetos legan a la casa Uberlinda Otárola, quien era dueña de un microbus del recorrido del transporte público de Chillán entre la Población Irene Frei y la Escuela Normal de Chillán. El vehículo es sustraído por parte de los integrantes del grupo político, situación que después es denunciada por Otárola a Carabineros. Los cuatro integrantes del MIR se dirigen en primera instancia a unas viñas en el Camino a Parque Lantaño, en la actual Villa San Cristóbal, para buscar a más integrantes de la organización, sin embargo, al no encontrar a nadie, se retiran del lugar. Aquellos integrantes que faltaban habían ido a buscar víveres a otro sitio, lo cual hizo retrasar la operación, dirigiéndose a pie rumbo al Puente Cato.
Las luces del vehículo fueron apagadas por parte del conductor poco antes de llegar a la localidad de Tres Esquinas de Cato, sin embargo de igual manera fueron divisados por Carabineros de Chile en el retén de la localidad, en ese instante los carabineros del lugar informan lo visto a carabineros de Niblinto, quienes serían los siguientes en divisar el bus. A pesar de que uno de los integrantes del grupo propuso desviarse del camino, no fue tomado en cuenta por el líder de la banda quien argumentó el retraso de la operación. Fue así que al llegar al cruzar el Puente Niblinto, carabineros y civiles iniciaron una ráfaga de disparos.
El conductor del microbus era Fernando Carrasco Pereira, quien recibió un impacto en la columna vertebral, lo cual imposibilitó de continuar la ruta, los pasajeros comenzaron a descender refugiándose de las balas en el lado opuesto del bus, sin embargo, una de estas impactó a Bernardo Solís Núñez, quien posteriormente fue golpeado y rematado. El resto de los integrantes consigue huir, mientras que Carabineros solicita refuerzos a las tenencias de Coihueco y Chillán Viejo. Es en esta última tenencia donde Carrasco es asesinado por catorce disparos en el abdomen y luego llevado al Servicio Médico Legal de Chillán.